# Johannes Eckert (Parasitologe)
Johannes Eckert (* 14. Mai 1931) ist ein Schweizer Parasitologe. Eckert beschäftigte sich mit parasitären Erkrankungen von Tieren und Menschen. Ins Zentrum seiner Forschungen rückte er die Echinokokkosen und andere Zoonosen.

## Leben und Werk
Eckert studierte von 1951 bis 1956 Tiermedizin an der Tierärztlichen Hochschule Hannover. 1958 promovierte und 1967 habilitierte er sich dort. 1967 und 1968 wirkte er als Gastwissenschaftler am Laboratory of Parasitic Diseases der National Institutes of Health in Bethesda, Maryland, USA. Von 1968 bis 1997 wirkte er als Professor für Parasitologie an der veterinärmedizinischen und medizinischen Fakultät der Universität Zürich in der Schweiz.
Von 1991 bis 1997 leitete er das WHO Collaborating Center for Parasitic Zoonoses am Institut für Parasitologie der Universität Zürich.
Eckert arbeitete auf dem Gebiet parasitärer Zoonosen, vor allem über die Epidemiologie, Diagnose und Chemotherapie der alveolären Echinokokkose des  Menschen. Er entwickelte unter anderem eine Chemotherapie gegen diese früher beim Menschen meist tödlich verlaufende Echinokokkose-Erkrankung mit. Er beteiligte sich an der Entwicklung internationaler Richtlinien zur Diagnose, Therapie und Bekämpfung dieser Zoonose.
Johannes Eckert ist Mitautor des Werkes „Lehrbuch der Parasitologie für die Tiermedizin“.
Eckert erhielt zahlreiche wissenschaftliche Auszeichnungen. 1988 wurde er Mitglied, war von 1999 bis 2004 Mitglied des Präsidiums und erhielt 2007 die Verdienst-Medaille der Deutschen Akademie der Naturforscher Leopoldina. 1991 erhielt er die Ehrendoktorwürde der Tierärztlichen Hochschule Hannover und 1996 wurde er mit der Rudolf-Leuckart-Medaille der Deutschen Gesellschaft für Parasitologie (DGP) ausgezeichnet.